# Малколм Сарджент
Сер Ха́ролд Ма́лколм Воттс Са́рджент (англ. Harold Malcolm Watts Sargent; 29 квітня 1895, Ашфорд, Кент — 3 жовтня 1967, Лондон) — британський диригент, органіст і педагог.

## Біографія
З 1911 року, після закінчення Королівського коледжу органістів в Лондоні стає органістом Собору в Пітерборо, а 1914 — органістом Собору в Мелтоні. 
У 1919—1921 брав приватні уроки у британського піаніста українського походження Бенно Мойсеївича. 
З початку 1920-х років до кінця життя керував аматорськими хорами та оркестрами (багато з них організував сам, зокрема, оркестр у Лестері, який очолював у 1922—1939 роках, хором Королівського хорового товариства та з 1928 року — Брадфордським хором року — Гаддерсфілдскім і 1925—1938 роках — Британським жіночим симфонічним оркестрами, з 1957 року — Національним молодіжним оркестром; очолював багато хорові суспільства і союзи, клуби, дитячі колективи (наприклад, в 1924—1940 роках концерти Роберта Мейєра та інші). 
З 1921 диригував професійними симфонічними та оперними оркестрами: з 1928 року — колективом Королівського філармонічного товариства. У 1927—1930 роках співпрацював з «Російським балетом С. Дягілєва». 
У 1929—1940 роках — музичний директор концертів «Курто-Сарджент». У 1936, 1954, 1956 роках керував спектаклями Ковент-Гардена, В 1939—1943 роках — Галле-оркестром, 1949 року — міським симфонічним оркестром в Лідсі, в 1942—1948 роках — міським симфонічним оркестром в Ліверпулі, 1950 року — Лондонським філармонічним, в 1950—1957 роках — оркестром Бі-Бі-Сі, рівночасно, в 1948—1967 роках очолював Променад-концерти в Лондоні, багато зробивши для пропаганди класичної музики за допомогою радіотрансляцій цих концертів. На межі 1940—1950-х років виступав на найбільших англійських музичних фестивалях. 
Сарджент залишив велику кількість записів творів різних країн і епох, але в першу чергу відомий як популяризатор сучасної англійської музики (Ґустав Полотно, Вільям Волтон, Ральф Воан-Вільямс, Чарльз Стенфорд, Бенджамін Бріттен), творів радянських композиторів (Шостаковича, Прокоф'єва, Хачатуряна), а також англійської класики (Генрі Перселла, Фредеріка Діліуса, Едварда Елґара) та творчості Яна Сібеліуса. Також двічі записав більшу частину комічних опер Ґілберта та Саллівана (постановками яких багато разів керував протягом усього творчого життя) — у 1928—1932 роках з оркестром та солістами Оперної компанії Д'Ойлі-Карта, яка традиційно спеціалізується на цих операх, та у 1957—1963 роках з оркестром та хором Глайдборнського фестивалю. 
Крім того, Сарджент записав ораторії «Месія» (чотири рази) та «Ізраїль у Єгипті» Генделя, а також (першим з диригентів) «Оперу жебраків» Джона Гея та Джона Пепуша. Особливий інтерес у Сарджента викликала концертмейстерська діяльність у виконанні концертів для солюючих інструментів з оркестром. З ним співпрацювали відомі музиканти, такі як піаніст Артур Шнабель (записав із Сарджентом усі фортеп'янні концерти Бетовена), віолончелісти Григорій П'ятигорський, Мстислав Ростропович та Жаклін дю Пре (саме Сарджент диригував найпершим записом дю Премі). Яша Хейфец та Ієгуді Менухін та багато інших. З 1923 року викладав у Королівському музичному коледжі.